# Rebeliom do Inframundo
Rebeliom do Inframundo és un grup de rap en gallec amb orígens a Ponteareas i amb seu a Vigo. En formen part Nervo (MC), Malvares de Moscoso (MC), Frank (MC/Productor), Movementss (Productor) i Pol (DJ). Des del punt de vista del model ortogràfic del gallec, el grup defensa les posicions reintegracionistes.

## Trajectòria
El grup va començar la carrera l'any2005, i va prendre el nom del lloc on es van conèixer (Inframundo) a Ponteareas. Inicialment, la banda va començar amb tres amics d'aquell poble que es van reunir per fer música: Nervo (mc), Rustiko (mc) i Rapu (dj).
Anys més tard van publicar la maqueta Rebeliom do Inframundo (2009) i el primer disc físic A Sorpresa (LP, 2012) amb la producció i els scratches majoritàriament de DJ Rapu, llevat de dos temes que van ser produïts per Acid Lemon i Ebanni. El disc va ser gravat a XREC (Vigo) i va ser publicat sota el segell independent de Vigo Track Asedio. Després d'aquest treball, el grup va cessar l'activitat i DJ Rapu va deixar la banda.
Temps després es va fer públic el retorn de Rebeliom do Inframundo amb una nova formació, que incorporava Malvares de Moscoso, antic membre de la banda de rap gallec Os Trasnos de Moscoso, l'MC de Vigo Frank, del col·lectiu Verso Libre, el productor musical Movementss i un nou DJ, Ichi, als plats. Junts van donar forma al que seria el nou treball de la banda, Lume e Rebeliom presentat l'abril de 2016 a Vigo. Aquest àlbum va incloure col·laboracions vocals amb el músic irlandès Brian Brody i Iria Medranho. Després d'aquest disc, van participar en diversos festivals i sales de Portugal, Madrid i el País Basc. El 2017 van tancar la gira Lume e Rebeliom a Portugal.
A la primeria del 2019 va sortir un nou LP, Ilegal, autoeditat amb la productora de Vigo Galunk Producións. El grup entra en una nova etapa, amb la inclusió de Movementss en els directes i un nou que passa a ser part de la formació oficial del grup, Dj.Pol. El nou treball va ser produït per Frank, Baghira, J.CNNR, Beatbusta i Movementss, i tenia la col·laboració de la banda valenciana Mafalda a les veus.
L'any 2022 van guanyar el Premi Martín Códax de la Música . El març de 2023 van publicar el seu quart disc, titulat Amor ou barbarie, un treball amb 17 temes i amb col·laboracions com Wöyza, Hard GZ, Iria Medranho o Treintañeras cañeras.

## Discografia
- Rebeliom do Inframundo (2009). Maqueta.
- La sorpresa (2012).
- Lume e Rebeliom (2016).
- Ilegal (2019).
- Amor ou barbarie (2023).